# Pumuki
Pumuki (en alemán, Pumuckl) es un personaje de ficción creado por la escritora alemana Ellis Kaut. Se trata de un duende pelirrojo, travieso e inmaduro, que es capaz de hacerse invisible ante los humanos y causar situaciones caóticas. La única persona que puede verle es el maestro carpintero Eder, con quien convive desde que se quedó pegado a un bote de adhesivo.
Debutó en 1962 en el serial radiofónico Meister Eder und sein Pumuckl (en español: «El maestro Eder y su Pumuki»), de la radiotelevisión pública Bayerischer Rundfunk. A partir de 1965 se publicaron varios libros infantiles, y entre 1982 y 1989 se hizo una serie de televisión que mezclaba imagen real con dibujos animados. Su obra ha sido traducida a varios idiomas, entre ellos en español.
Pumuki está considerado uno de los personajes infantiles más célebres de Alemania y un símbolo representativo de la cultura popular de Baviera.

## Argumento
En el desordenado taller del anciano carpintero Eder suceden cosas inexplicables: las herramientas desaparecen y los objetos se mueven sin razón aparente. Aunque el maestro Eder cree que puede tratarse de un ratón, la causa real es un duende invisible de diez centímetros que es descubierto tras pegarse a un bote de adhesivo.
Pumuki es un duende pelirrojo que se hace invisible cuando nota la presencia de humanos. Desciende de los espíritus marineros klabautermann y se ha perdido en una ciudad de Baviera que no tiene salida al mar. No le gustan los lugares ordenados y encuentra un escondite perfecto en el taller del maestro Eder, pero al ser descubierto se ve obligado a vivir con él y hacerse visible ante su presencia, todo ello de acuerdo a la «ley de los duendes».
Las historias giran en torno a los choques de Pumuki con el mundo real. El duende tiene un comportamiento muy infantil, travieso e inmaduro, algo que Eder intenta corregir enseñándole modales. Además sigue siendo invisible ante el resto de humanos, lo que da pie a numerosos malentendidos que ponen en aprietos al carpintero, la única persona capaz de verle. 

## Personajes

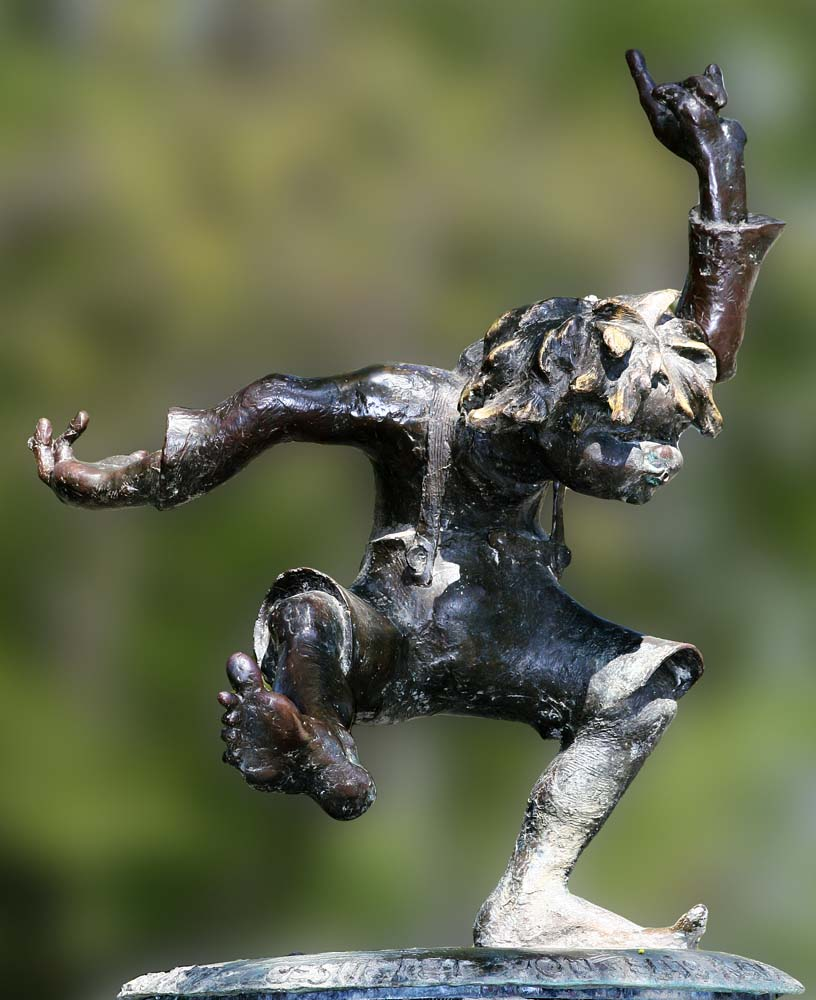
Escultura de Pumuki en Luitpoldpark, Múnich.

Pumuki, el protagonista de la historia, es un duende pelirrojo descendiente de marineros klabautermann. Siempre va descalzo, mide apenas unos centímetros y suele vestir una camiseta amarilla con pantalón verde. Tiene un comportamiento pueril, travieso e impulsivo, lo que le lleva a actuar sin pensar en las consecuencias; a veces resulta incluso egoísta, pero si nota que ha hecho daño a alguien siente remordimientos y se esfuerza en remediarlo. Es invisible ante los humanos y solo puede ser visto si le han descubierto. Su nombre alemán, «Pumuckl», es un diminutivo de Nepomuk o Nepomuceno.
El maestro Eder, en cambio, es un ciudadano muy amable, respetuoso con la ley y meticuloso en su trabajo como carpintero de muebles. Mientras Pumuki no duda en meterse en problemas, su compañero prefiere alejarse de ellos. Eder trata al duende como si fuese un niño al que enseñar modales, e intenta en lo posible corregir su mal comportamiento. No siempre lo consigue: una de las cosas que más detesta de Pumuki es su afición por robar cosas, y siempre devuelve todo aquello que el duende se haya llevado.

## Historia
El origen de Pumuki es el serial Meister Eder und sein Pumuckl (en español: «El maestro Eder y su Pumuki»), estrenado por la radio pública Bayerischer Rundfunk en 1962. La creadora es Ellis Kaut, quien previamente había escrito para la misma emisora otra serie infantil, Kater Musch («El gato Musch»), durante siete años. Kaut mantuvo el control creativo sobre la obra durante toda su vida; cuando falleció en 2015, a los 95 años, los derechos fueron traspasados a sus familiares.

### Radio
El primer episodio del serial radiofónico se estrenó el 21 de febrero de 1962. El personaje de Pumuki era interpretado por el actor Hans Clarin, quien se mantuvo en todas las adaptaciones posteriores por petición expresa de Kaut. Por otro lado, Franz Fröhlich prestó su voz al Maestro Eder.La serie se mantuvo en emisión hasta el 30 de diciembre de 1973, con un último capítulo donde Pumuki regresaba al reino de los klabautermann y el maestro Eder aprende que hasta los duendes crecen y deben emprender su propio camino. En total se grabaron 90 episodios. 
Las narraciones incluían numeroso vocabulario bávaro, así que hubo dos versiones en otras radios públicas: Immer dieser Fizzibitz para Renania (WDR, 1963) y De Meister Eder and sin Pumuckl en Suiza (SR DRS, 1964).
A partir de 1969 se publicaron discos con las historias originales de Pumuki. Cada álbum contaba con dos episodios y las voces corrían a cargo de Hans Clarin como Pumuki, Alfred Pongratz como el maestro Eder y August Riehl como narrador. En este caso las historias se adaptaron al alemán estándar para llegar al mayor número de oyentes.

### Literatura
Ellis Kaut publicó el primer libro de Pumuki en 1965, con ilustraciones de Barbara von Johnson. Desde ese año hasta 1978 se publicaron un total de diez volúmenes. Después de que concluyese la serie de televisión, Kaut volvió a escribir una undécima entrega en 1991.
Los herederos de Kaut han autorizado la publicación de nuevas versiones. En 2015 se intentó un reinicio de la serie con ilustraciones de Jan Sasse, pero no gozó de continuidad. Desde 2017, la editorial Kosmos-Verlag ha publicado libros que combinan historias clásicas de Ellis Kaut con otras nuevas de Uli Leistenschneider.

### Televisión

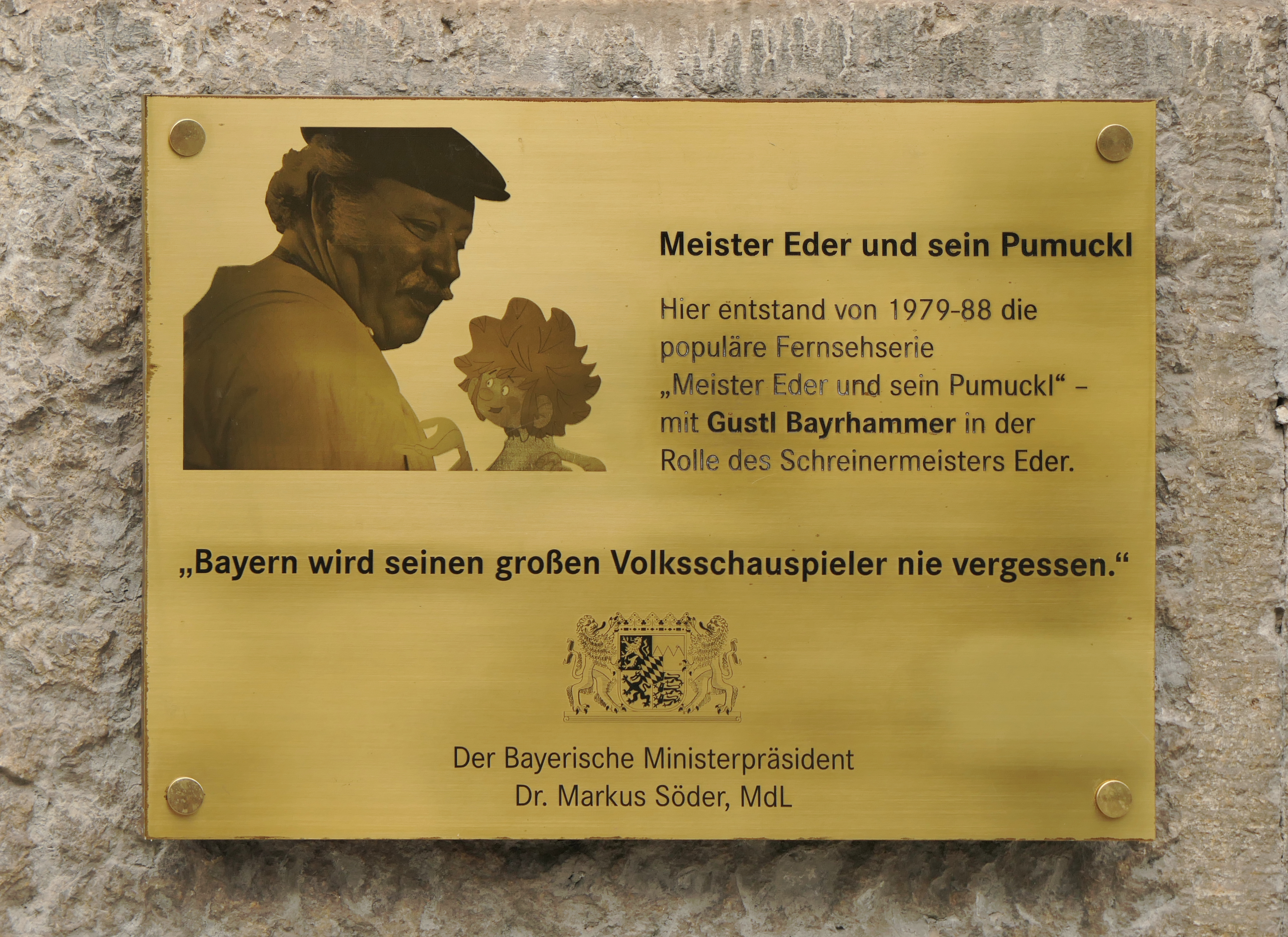
Placa conmemorativa de Gustl Bayrhammer, quien interpretó al maestro Eder en la serie de 1982.

El 24 de septiembre de 1982, el primer canal de la ARD estrenó la serie Meister Eder und sein Pumuckl (en español: «El maestro Eder y su Pumuki»), pionera en el uso de imagen real mezclada con animación. Pumuki aparecía como un duende de dibujos animados con la voz de Hans Clarin, mientras que el maestro Eder estaba interpretado por Gustl Bayrhammer. Por otra parte, Ulrich König fue director y coguionista junto con Ellis Kaut. 
El estreno de la serie estandarizó el diseño de Pumuki como un duende pelirrojo descalzo con camiseta amarilla y pantalones verdes. Los colores fueron una sugerencia del productor de la televisión bávara, Manfred Korytowski, quien quiso rendir homenaje a Brasil, el país donde sus padres judíos habían sido acogidos huyendo del nazismo. El nuevo diseño corrió a cargo de Brian Bagnall, el yerno de Ellis Kaut, tomando como referencia las ilustraciones de los libros.Las escenas se rodaron en emplazamientos reales de Múnich, mientras que las animaciones las hizo un estudio de Hungría, Pannonia Film, bajo la dirección de Béla Ternovszky. En total se emitieron 52 episodios repartidos en dos temporadas no consecutivas; una primera entre 1982 y 1983, y la segunda desde 1988 hasta 1989. Ambas han sido emitidas en castellano por Televisión Española. 
En 1999, el canal infantil KIKA estrenó Pumuckls Abenteuer (en español: «Las aventuras de Pumuki»), con una sola temporada de 13 episodios. Se trata de una nueva historia sin continuación con la obra original. Entre 1995 y 2007 la ARD usó su nombre para un programa infantil, Pumuckl TV.
El 26 de diciembre de 2023, el canal privado RTL lanzó una nueva serie, Neue Geschichten vom Pumuckl (en español: «Las nuevas historias de Pumuki»), protagonizada por Florian Brückner y Maxi Schafroth como Pumuki, y dirigida por Marcus H. Rosenmüller. En esta ocasión el sobrino del maestro carpintero, Florian Eder, descubre a Pumuki mientras intenta restaurar el taller de su fallecido tío. La serie tuvo buena acogida entre los espectadores y ha sido renovada para una segunda temporada.

### Películas
El 2 de abril de 1982 se estrenó en cines la película Meister Eder und sein Pumuckl, que en realidad era una recopilación de cuatro episodios de televisión que se habían rodado al mismo tiempo: Aquelarre en la carpintería, La cama de Pumuki, El fantasma del castillo y Las cartas misteriosas.
En 1994 se estrenó una segunda película de animación, Pumuckl und der blaue Klabauter, donde Pumuki se encuentra con un duende pirata de su misma especie, los klabautermann. Esta fue la última actuación de Gustl Bayrhammer, quien es homenajeado a título póstumo antes del inicio. Hay una tercera película, Pumuckl und sein Zirkusabenteuer, estrenada en 2003.

## Controversia
Aunque Ellis Kaut es la creadora original de Pumuki, el primer diseño del personaje es obra de la ilustradora Barbara von Johnson, quien ganó un concurso para ilustrar los libros de texto y los álbumes desde 1963 hasta 1978. A partir de 1979, Kaut recurrió a un nuevo diseño, obra de Brian Bagnall, que ha servido como estándar para el personaje. Después de que su nombre no fuese acreditado en varias obras derivadas, von Johnson presentó una demanda por derechos de autor y en 2003 el tribunal regional de Múnich falló a su favor.
En abril de 2007, Ellis Kaut demandó a Barbara von Johnson por patrocinar un concurso infantil donde se pedían ilustraciones de una novia para Pumuki. Kaut consideraba que esta idea violaba la naturaleza de su personaje, ya que los duendes son espíritus sin género definido. No obstante, el tribunal regional de Múnich falló en 2008 a favor de von Johnson. Con posterioridad hubo varias denuncias cruzadas hasta que en octubre de 2013, Kaut y Von Johnson hicieron una reconciliación pública conjunta.

## Legado

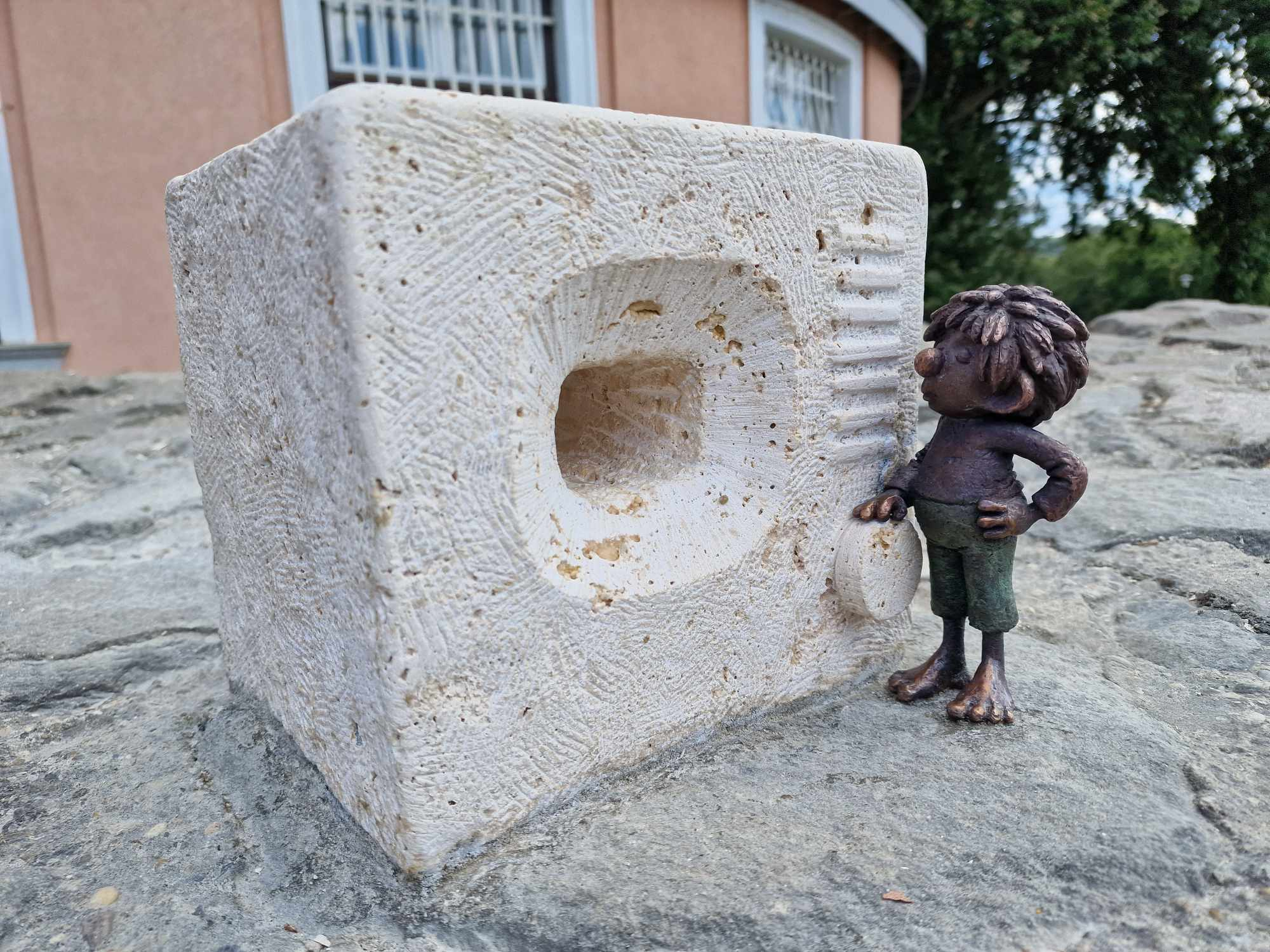
Escultura dedicada a Pumuki en Esztergom, Hungría.

Meister Eder und sein Pumuckl está considerada una de las obras infantiles del siglo XX más célebres de Alemania. La Oficina Alemana de Marcas y Patentes estima que se han vendido más de 10 millones de copias de las historias de Pumuki entre libros, discos, casetes, películas y videos, así como numeroso merchandising relacionado. Los propietarios de los derechos sobre la obra son los herederos de Ellis Kaut.
La obra es también uno de los mayores símbolos culturales de Baviera en general y de Múnich en particular, donde está considerado de facto un icono local. La serie original de 1982 se rodó en emplazamientos reales del barrio de Lehel: el taller de carpintería del maestro Eder estaba ubicado en un edificio real de la Widenmayerstrasse, ya demolido, y en su lugar hay una placa que recuerda a Gustl Bayrhammer, el actor que le interpretó. En febrero de 2025 se inauguró un semáforo con la silueta de Pumuki.
Desde 1985, el parque Luitpoldpark cuenta con una escultura de bronce de Pumuki, obra de Claus Nageler.
Las obras de Pumuki han sido traducidas a varios idiomas. En España se hizo muy popular en la década de 1980 a raíz de su emisión en Televisión Española. El grupo indie El Niño Gusano llamó «Pumuky» a una de las canciones de su álbum de debut, Circo Luso (1995), y existe también un grupo musical canario, Pumuky, en referencia a ambos.